# Брехт Капон
Брехт Капон (фр. Brecht Capon, нар. 24 квітня 1988, Остенде) — бельгійський футболіст, захисник клубу «Остенде».

## Клубна кар'єра
Народився 24 квітня 1988 року в місті Остенде. Розпочай займатись футболом у клубі «Гермес Остенде», з якого у 1997 році потрапив в академію «Брюгге». У дорослому футболі дебютував 2007 року виступами за першу команду «Брюгге», в якій провів два сезони, взявши участь у 31 матчі чемпіонату.
2009 року на правах оренди перейшов у «Кортрейк», який наступного року викупив контракт гравця. Всього Капон відіграв за команду з Кортрейка шість сезонів своєї ігрової кар'єри. Більшість часу, проведеного у складі «Кортрейка», був основним гравцем захисту команди.
До складу клубу «Остенде» приєднався 2015 року. Станом на 14 серпня 2018 року відіграв за команду з Остенде 79 матчів в національному чемпіонаті.

## Виступи за збірні
2003 року дебютував у складі юнацької збірної Бельгії, взяв участь у 15 іграх на юнацькому рівні, відзначившись 3 забитими голами.
Протягом 2007—2010 років залучався до складу молодіжної збірної Бельгії. На молодіжному рівні зіграв у 12 офіційних матчах.